# 望柱

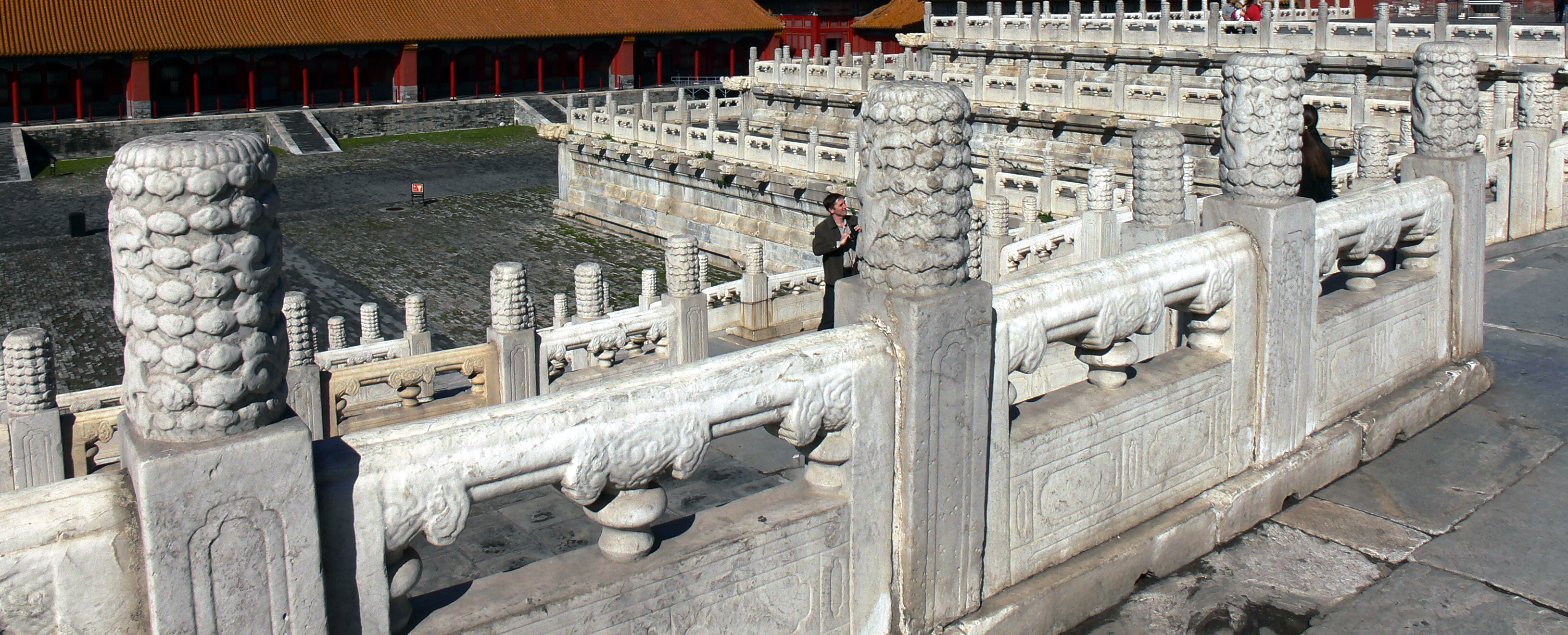
故宫乾清宫石望柱云纹柱首

望柱是中国传统建筑构件称谓，狭义上指栏杆柱，是栏板和拦板之间的短柱。望柱有木造和为石造。
望柱分柱身和柱头两部分；柱身的截面，在宋代多为八角形，清代望柱的柱身，截面多为四方形。望柱柱身各面常有海棠花或龙纹装饰。柱头的装饰，花样繁多，常见的有龙纹、风纹、云纹、狮子、莲花、葫芦。
故圆明园内楠木塔的栏杆柱为木制，柱头雕覆莲花。圆明园绥城楼宝塔栏杆柱，高五六寸，雕成如意云
神道望柱则是中国帝王陵墓神道上单独设置的石雕。宋代以来，为石像生的起始标志。

## 图片

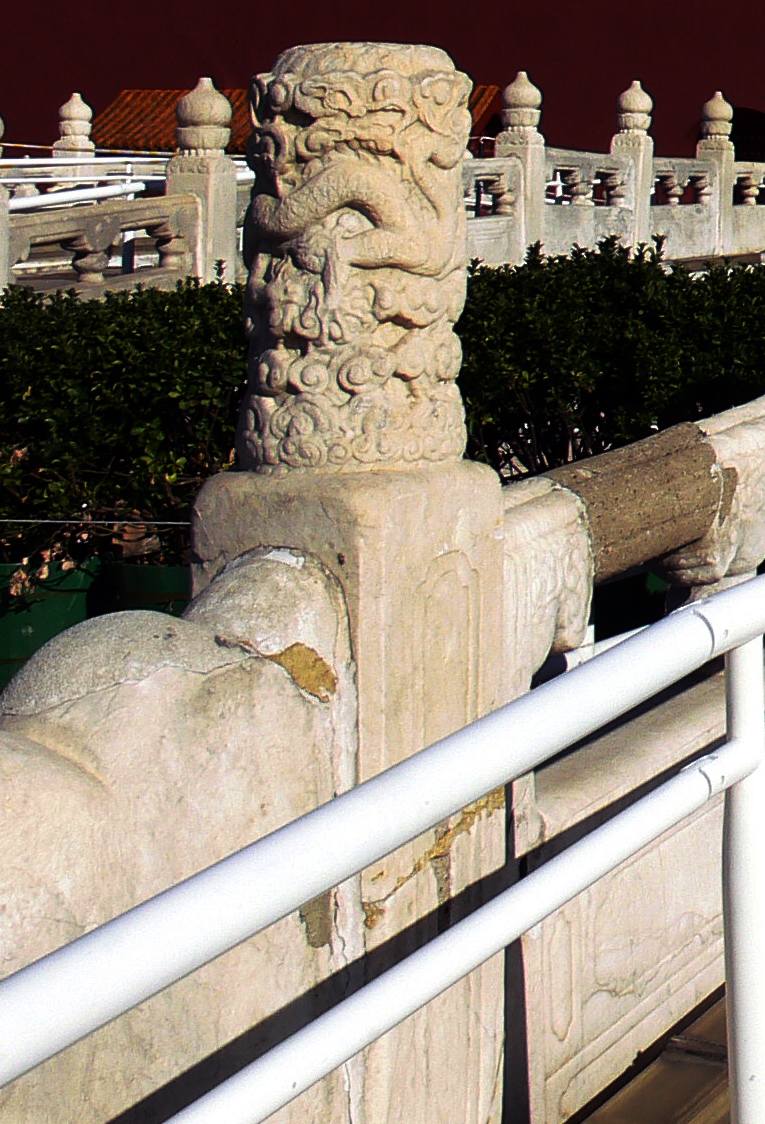
天安门金水桥龙纹柱首
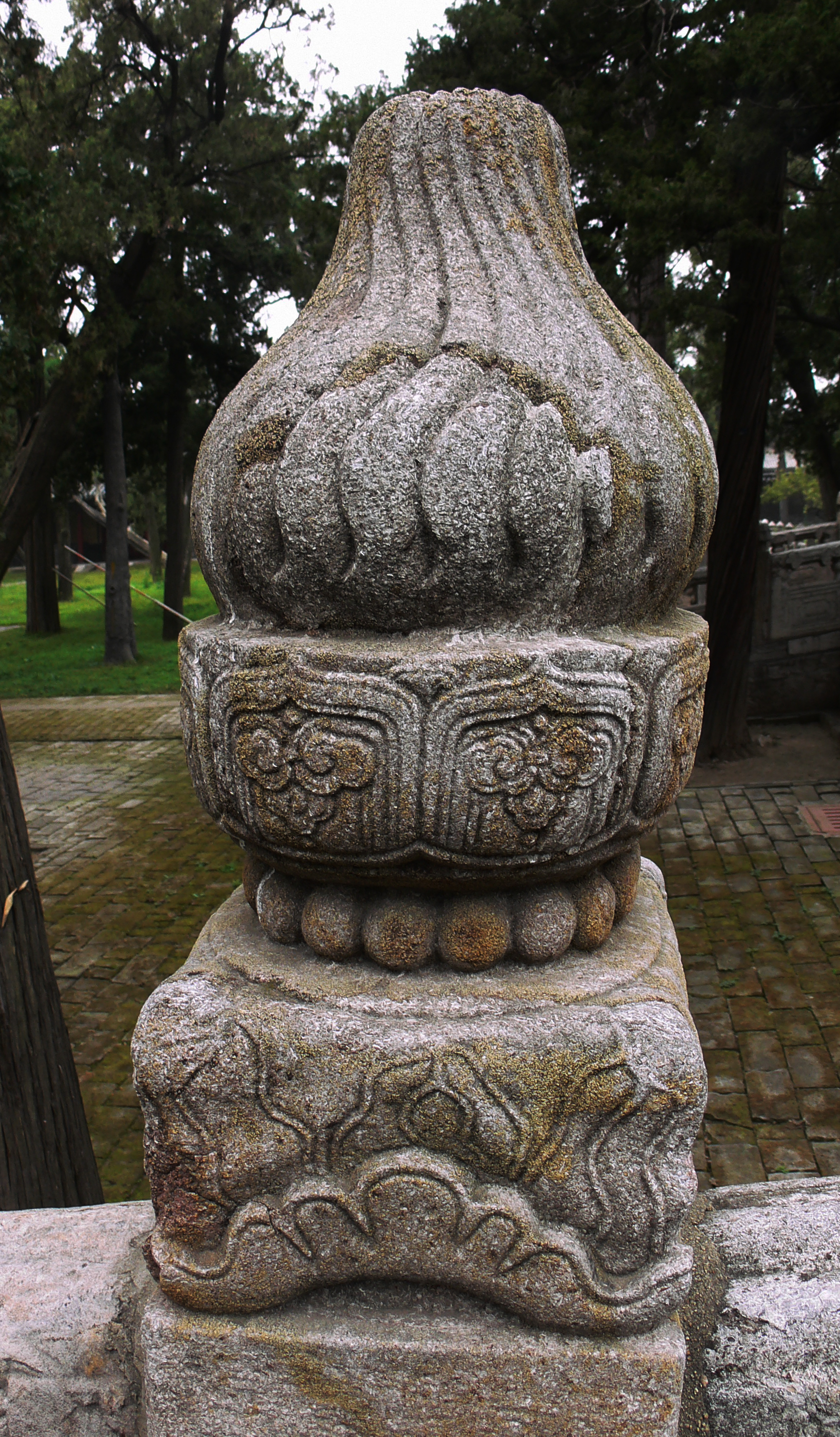
曲阜孔庙壁水桥花纹葫芦柱首
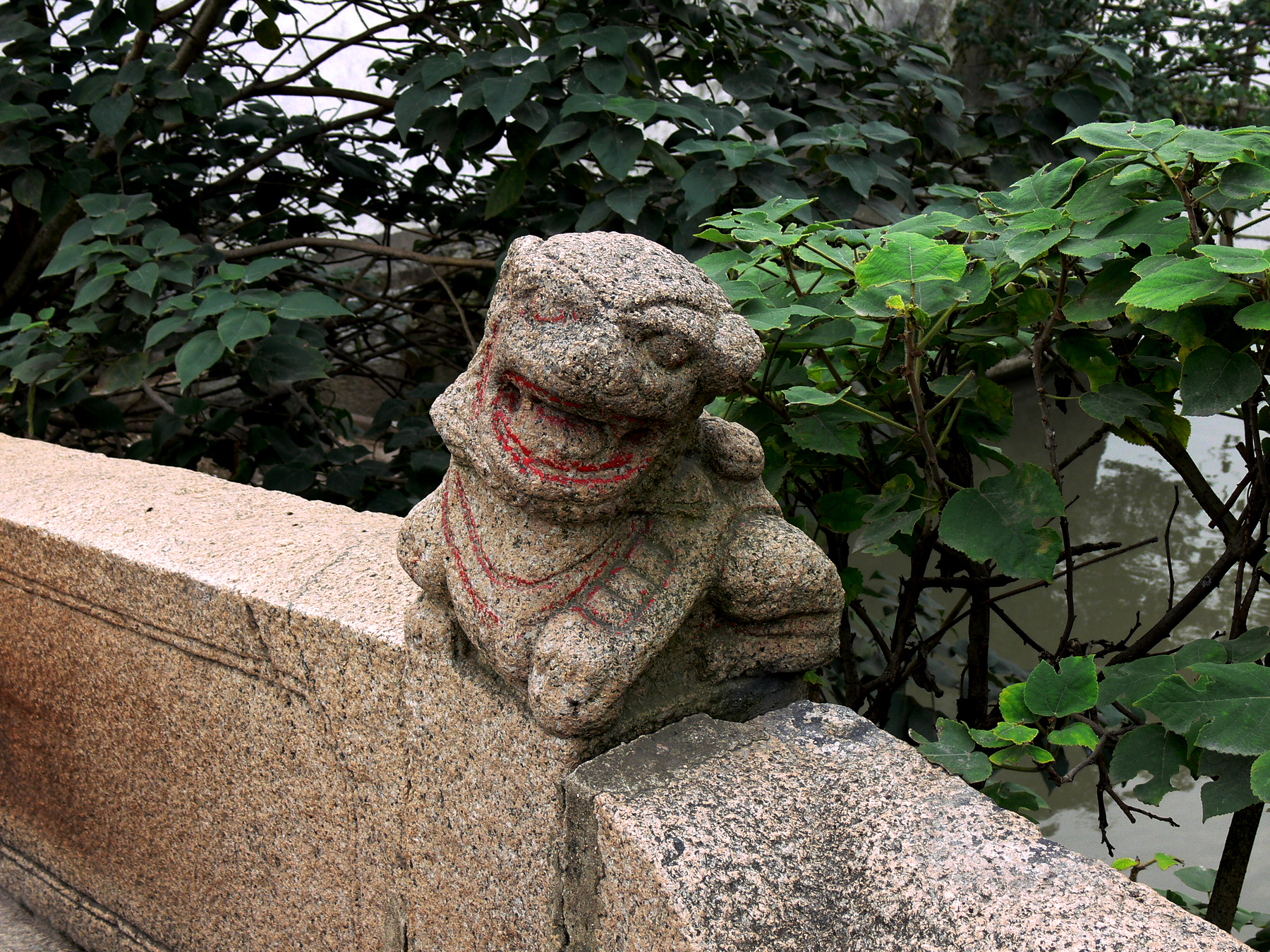
西塘古石桥小狮柱头望柱
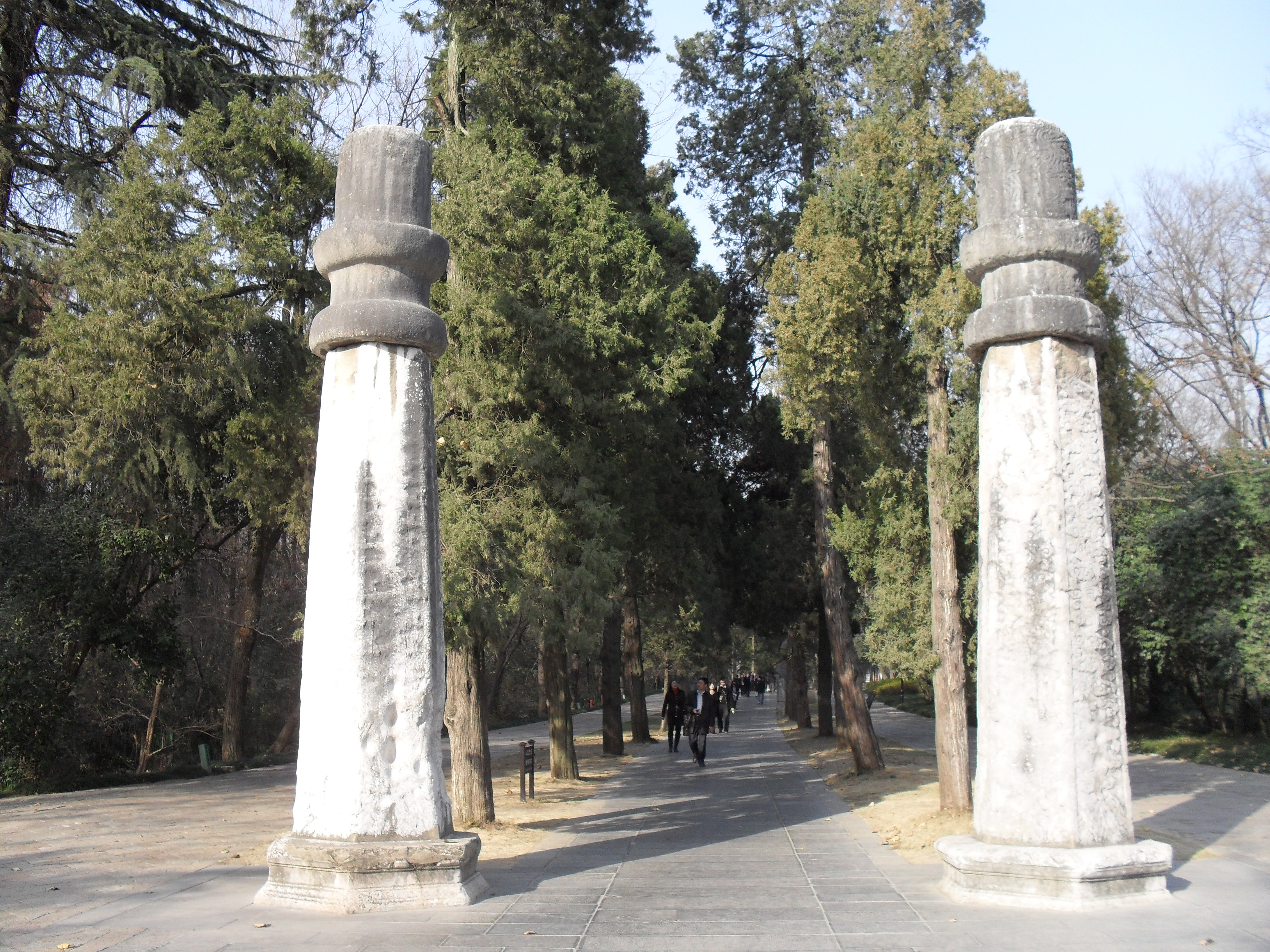
明孝陵神道望柱